# William Talbot, 1. Earl Talbot
William Talbot, 1. Earl Talbot (* 16. Mai 1710 in Worcester; † 27. April 1782 in Lincolns Inn Fields) war ein britischer Adliger und Politiker.

## Herkunft und Jugend
Talbot war der älteste Sohn des Rechtsanwalts und Politikers Charles Talbot. Er besuchte von 1725 bis 1728 das Eton College, anschließend studierte er am Exeter College in Oxford. Am 12. Juni 1736 wurde ihm der Titel Doctor of Civil Law verliehen. Sein Vater, der Hensol in Glamorgan geerbt hatte, wurde 1733 britischer Lordkanzler und zum Baron Talbot of Hensol erhoben.

## Mitglied des House of Commons und Erbe seines Vaters
1734 wurde William Talbot als Abgeordneter für Glamorgan für das House of Commons gewählt. Im Parlament gehörte er den Whigs an, doch stimmte er im Februar 1735 für einen Gesetzesvorschlag von William Wyndham, dem Führer der Tory-Opposition. Nach dem Tod seines Vaters erbte er am 14. Februar 1737 den Titel Baron Talbot, womit er sein Mandat niederlegte und Mitglied des House of Lords wurde.

## Lord Steward of the Household
Talbot gehörte zum Umfeld von Friedrich Ludwig, dem Prince of Wales, der in Opposition zur Politik seines Vaters stand, jedoch bereits 1751 starb. Als dessen Sohn 1760 als Georg III. britischer König wurde, erhob er Talbot am 29. März 1761 zum Earl Talbot. Am 25. März 1761 ernannte ihn der König zum Lord Steward of the Household, womit Talbot auch Mitglied des Privy Council wurde. Er war am 8. September 1761 bei der Hochzeit des Königs mit Sophie Charlotte von Mecklenburg-Strelitz anwesend, bei der Krönung von Georg III. am 22. September 1761 trug er als Lord Steward of the Household die Edwardskrone.

## Familie und Nachkommen
Talbot heiratete am 21. Februar 1734 in London Mary de Cardonnel, die Tochter und Erbin von Adam de Cardonnel von Bedhampton Park bei Southampton, und dessen zweiten Frau Elizabeth. Die Ehe wurde 1742 geschieden. Danach blieb er unverheiratet, doch wurden ihm zahlreiche Affären nachgesagt, unter anderem mit Frances Scudamore, der Gattin des Duke of Beaufort. Aus seiner Ehe hatte er nur ein überlebendes Kind, seine Tochter Cecil, die George Rice von Newton House heiratete. Talbot wurde am 17. Oktober 1780 zum Baron Dynevor erhoben mit der speziellen Erlaubnis, diesen Titel seiner Tochter zu vererben. Er wurde in Sutton begraben.
Nach seinem Tod wurde seine Tochter Cecil 2. Baroness Dynevor, nach ihrem Tod 1793 wurde ihr Sohn George 3. Baron Dynevor. Den Titel Baron Talbot erbte William Talbots Neffe John Chetwynd-Talbot, der älteste Sohn seines Bruders John.
Mary Anne Talbot, die aufgrund ihres Dienstes als Matrose und Soldat berühmt wurde, war wahrscheinlich eine uneheliche Tochter von William Talbot.